# 12697 Verhaeren
12697 Verhaeren è un asteroide della fascia principale. Scoperto nel 1989, presenta un'orbita caratterizzata da un semiasse maggiore pari a 2,7973848 UA e da un'eccentricità di 0,1826387, inclinata di 7,60164° rispetto all'eclittica.